# Sarina Hülsenbeck
Sarina Hülsenbeck (Rostock, 5 luglio 1962) è un'ex nuotatrice tedesca.

## Carriera
Assieme alle compagne Barbara Krause, Caren Metschuck e Ines Diers ha vinto la medaglia d'oro nella staffetta 4x100m stile libero ai Giochi di Mosca 1980.

## Palmarès
- Olimpiadi

Mosca 1980: oro nella 4x100m stile libero.